# Pascal Finkenauer
Pascal Finkenauer (* 1977 bei Mainz) ist ein deutscher Musiker, Sänger und Musikproduzent.

## Karriere
Finkenauer wuchs in Roxheim bei Bad Kreuznach auf, zog im Jugendalter mit seinen Eltern ins Lüneburger Umland. Im Alter von sechzehn Jahren wurde er Mitglied der Post-Hardcore Band Exhaust und absolvierte zeitgleich ein Praktikum in einem Musikstudio. Dort konnte er sich über die folgenden Jahre weiterhin kreativ entwickeln und Erfahrungen sammeln. 
Mit der Band JAW, die er 1997 mit dem Synthie-Programmierer JF Sebastian gegründet hatte, veröffentlichte er 2000 das englischsprachige Album No Blue Peril. Die stark elektronisch orientierte Band integrierte häufig Theater und Gedichtlesungen in ihre Konzerte.
Im Januar 2004 meldete sich Pascal zusammen mit JF Sebastian mit dem Trash Punk Projekt The Black Cherries und der gleichnamigen CD zurück.
Mitte August 2004 wurde sein deutschsprachiges Solo-Debüt Finkenauer mit der Single Völlig Egal eingeleitet. Seine Stimme ist auch im Refrain des Titels An Tagen wie diesen auf dem Fettes-Brot-Album Am Wasser gebaut zu hören. 
Das sozialkritische Lied schaffte es als Singleauskopplung bis auf Platz 9 der deutschen Singlecharts und verhalf – vor allem durch den Auftritt zur Comet-Verleihung 2005 – dem bis dato eher unbekannten Künstler zu größerer öffentlicher Aufmerksamkeit. Er ist ebenfalls auf dem Album Strom und Drang von Fettes Brot in dem Song Ich lass Dich nicht los zu hören. Fettes Brot begleitete er bis 2010 als Gitarrist und Sänger in deren Liveband.
Anfang 2007 erschien sein zweites Soloalbum Beste Welt,. Die Single Manchmal zwischen den Gebäuden stieg in der ersten Woche auf Platz 69 in den deutschen Single-Charts ein und konnte sich drei Wochen in den Top 100 halten. 
2008 bereiste er auf Einladung des Goethe Instituts Israel und spielte Konzerte in Tel Aviv und Haifa.
Anfang 2009 gründete Finkenauer das eigene Label PascalFinkenauerTonträger/AnotherPlace und veröffentlichte dort sein drittes Soloalbum Unter Grund. Mit der Vorabsingle Unter Grund vertrat er Rheinland-Pfalz beim Bundesvision Song Contest 2009 und belegte den 12. Platz. 
Im selben Jahr veröffentlichte er den Gedichtband Techno im Eigenverlag.
2011 folgte die englischsprachige EP Diamond, 2013 das deutschsprachige Album Pascal Finkenauer in Kooperation mit dem Hamburger Label Trocadero, welches er mit seiner damaligen Liveband einspielte.
2014 erschien die EP Tourist.
Nach mehreren Jahren, in denen er vereinzelt Solokonzerte spielte, veröffentlichte er 2019 das Solo-Akustik-Album Lichter Sehen, gefolgt von der EP Pink/Swimmingpool. 
Pascal Finkenauer ist auch in verschiedenen Kollaborationen zu hören, wie z. B. in dem Stück Mexico is Waiting von Zwanie Jonson, How Real Is The Sun Today von mESMO und Travel in Time von Comfortable Cave Goodbye. 

## Diskografie

### Alben
- 2004: Finkenauer
- 2007: Beste Welt
- 2009: Unter Grund
- 2011: Diamond
- 2013: Pascal Finkenauer
- 2019: Lichter sehen
- 2021: OK Tropfen
- 2022: Wow

### EPs
- 2004: Wir schreiben die Gedichte neu
- 2014: Tourist
- 2019: Pink/Swimmingpool

### Singles
- 2004: Wir schreiben die Gedichte neu
- 2005: An Tagen wie diesen (mit Fettes Brot)
- 2007: Manchmal zwischen den Gebäuden
- 2007: Schöne neue Welt
- 2008: Mittendrin
- 2008: Ich lass dich nicht los (mit Fettes Brot)
- 2009: Ich blicke an dir vorbei / Zu glatt
- 2009: Und wieder kommt die Nacht
- 2013: Den Bach runter
- 2018: Ans Meer
- 2019: Swimmingpool